# إيهور بلاستون
إيهور بلاستون بالأوكراني : Ігор Пластун من مواليد( 20 أغسطس 1990) هو لاعب كرة قدم أوكراني يلعب كمدافع لنادي غينت البلجيكي .

## الأندية
بعد التقدم من خلال نظام الشباب في إف سي أوبولون-بروفار كييف، أصبح بلاستون في فريق منتظم خلال موسم 2010-11 وقدم أكثر من 60 مباراة مع النادي قبل التوقيع مع كارباتي لفيف في عام 2012. في 10 يونيو 2016 ، وقع بلاستون لنادي لودوجوريتس رازجراد البلغاري مقابل رسوم غير معلنة، يُعتقد أنها 500,000 يورو. في 12 يونيو 2018 ، وقع بلاستون عقدًا لمدة أربع سنوات مع نادي جنت البلجيكي.

## دوليا
ظهر لأول مرة مع المنتخب الوطني الأوكراني لكرة القدم في 16 نوفمبر 2018 في مباراة سلوفاكيا في دوري الأمم الأوروبية ، كبديل في الدقيقة 14 لسيرهي كريفتسوف ، الذي أصيب.

## الأنجازات
نادي لودوجوريتس رازجراد
الدوري البلغاري مواسم 2016-17 / 2017-18

## روابط خارجية
- إيهور بلاستون على موقع الاتحاد الأوربي (الإنجليزية)
- إيهور بلاستون على موقع اتحاد أوكرانيا (الإنجليزية)
- إيهور بلاستون على موقع قاعدة بيانات كرة القدم.إي يو (الإنجليزية)
- إيهور بلاستون على موقع ناشيونال فوتبول تيمز (الإنجليزية)
- إيهور بلاستون على موقع Soccerway.com (الإنجليزية)
- إيهور بلاستون على موقع عالم كرة القدم.نت (الإنجليزية)
- إيهور بلاستون على موقع AS.com (الإسبانية)